# Bu Chri
Bu Chri es una comuna (khum) del distrito de Pechr Chendá, en la provincia de Mondol Kirí, Camboya. En marzo de 2008 tenía una población estimada de 4177 habitantes.
Se encuentra ubicada al este del país, cerca de la orilla del río Srepok —afluente del río Mekong— y de la frontera con Vietnam.